# Elegant Gypsy
Albums de Al Di Meola
Land of the Midnight Sun (en)
(1976) Casino (en)
(1978)
Elegant Gypsy est le second album du guitariste américain de jazz fusion Al Di Meola, sorti en 1977.

## À propos de l'album
Le jazz et le rock constituant les bases de l'album, y viennent se fusionner, tant par des riffs rapides de guitare électrique que par des passages acoustiques plus lyriques. Bien qu'Al Di Meola ait été  meilleur guitariste que compositeur, il a apporté beaucoup de soin à ses morceaux, qui marquent le début des explorations d'Al Di Meola vers des styles latins, notamment le flamenco (Mediterranean Sundance, en duo avec Paco de Lucía, Lady of Rome, Sister of Brazil).
Al Di Meola est à la sortie de ce disque encore membre du groupe Return to Forever.

## Réception
Elegant Gypsy remporte le prix annuel du magazine Guitar Player (en) dans la catégorie « Best Guitar Album »[réf. souhaitée].

## Pistes
| No | Titre                              | Musique     | Durée |
| -- | ---------------------------------- | ----------- | ----- |
| 1. | Flight Over Rio                    | Mingo Lewis | 7:16  |
| 2. | Midnight Tango                     | Al Di Meola | 7:28  |
| 3. | Mediterranean Sundance             | Al Di Meola | 5:14  |
| 4. | Race with Devil on Spanish Highway | Al Di Meola | 6:18  |
| 5. | Lady of Rome, Sister of Brazil     | Al Di Meola | 1:46  |
| 6. | Elegant Gypsy Suite                | Al Di Meola | 9:16  |

## Musiciens
- Al Di Meola : guitare électrique, acoustique, piano, synthétiseur, percussions
- Paco de Lucía : guitare acoustique (piste 3)
- Anthony Jackson : guitare basse (pistes 1, 2, 4, 6)
- Jan Hammer : claviers, synthétiseur (pistes 1, 6)
- Barry Miles : piano, claviers, synthétiseur (pistes 2, 4)
- Steve Gadd : batterie (pistes 1, 6)
- Lenny White :  batterie (pistes 2, 4)
- Mingo Lewis :  congas, synthétiseur, orgue, percussions (pistes 1, 2, 4, 6)